# Diamond Dogs Tour
Tournées par David Bowie
Ziggy Stardust Tour
(1972-1973) Isolar Tour
(1976)
Le Diamond Dogs Tour est une tournée de David Bowie donnée entre juin et décembre 1974 en Amérique du Nord, en promotion de l'album Diamond Dogs.

## Histoire

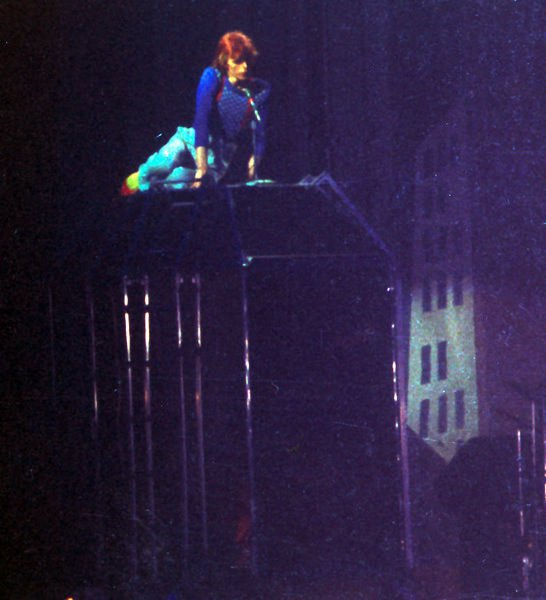
Bowie sur la passerelle dans le décor de Hunger City.

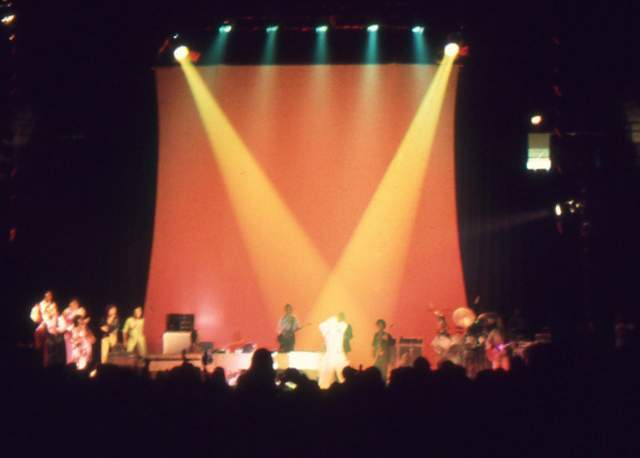
Bowie et ses musiciens dans le décor plus simple de la fin de la tournée.

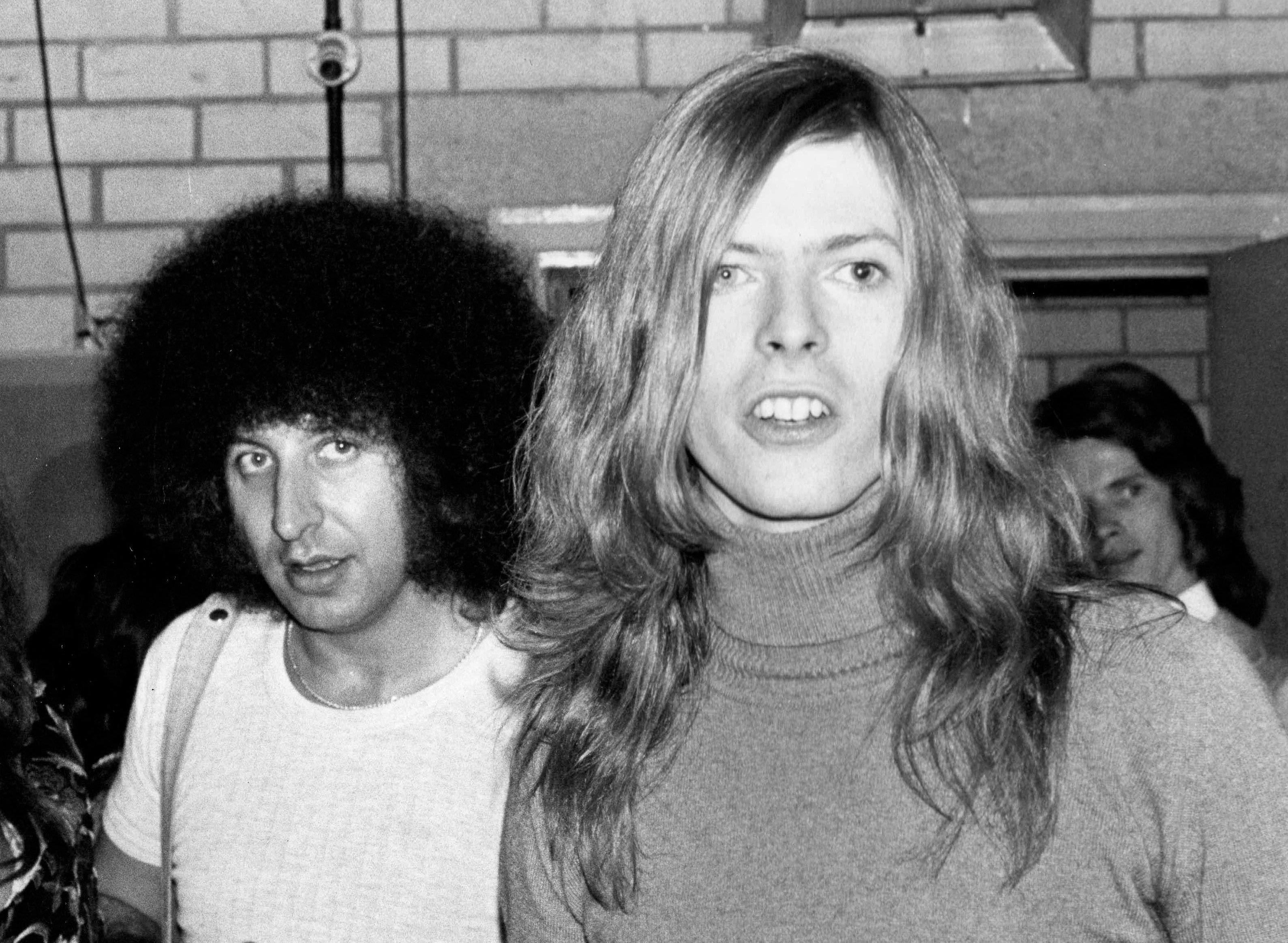
David Bowie avec son imprésario Tony Defries en 1971.

Cette tournée exclusivement nord-américaine se caractérise par un dispositif scénique complexe. Les décors, conçus par Bowie et Chris Langhart, représentent un paysage urbain post-apocalyptique, la « Hunger City » mentionnée dans les paroles de la chanson Diamond Dogs. Ils sont dominés par deux immenses gratte-ciels reliés par une passerelle amovible. Inspirés du cinéma expressionniste, et notamment du Cabinet du docteur Caligari que Bowie vient de découvrir, ils coûtent 250 000 $, du jamais vu pour l'époque. Leur mise en place chaque soir nécessite plusieurs heures de travail pour les machinistes. C'est en raison de ces coûts logistiques et financiers que les promoteurs du Royaume-Uni déclinent l'organisation d'un segment britannique.
La plupart du temps, les musiciens se produisent derrière des draperies noires pour ne pas détourner l'attention du public, et seuls les choristes Gui Andrisano et Warren Peace apparaissent aux côtés de Bowie pour effectuer des chorégraphies conçues par Toni Basil. Le dispositif scénique contraint également les musiciens à ne pas se lancer dans de longues improvisations sous peine de causer des problèmes dans l'enchaînement des morceaux et des accessoires qui vont avec. Pour le biographe de Bowie Nicholas Pegg, la tournée est « plus proche d'une comédie musicale que d'un concert de rock normal ».
Musicalement, Bowie s'éloigne du glam rock énergique grâce auquel il s'est fait un nom dans son pays natal au cours des deux années précédentes. Avec l'ajout de saxophones, de flûtes et d'un hautbois, ses chansons sont réinventées dans de nouveaux arrangements écrits par Michael Kamen, à mi-chemin entre le funk et la soul, passions du moment de Bowie, et le son d'un big band digne d'un cabaret de Las Vegas,.
Sur scène, le chanteur abandonne le look androgyne et extra-terrestre de Ziggy Stardust. S'il a toujours les cheveux teints, en orange dorénavant, il est vêtu d'un élégant costume deux-pièces et fait preuve d'une réserve totale vis-à-vis du public, dont il semble ignorer l'existence. Pâle et émacié, il commence à subir les effets de sa forte consommation de cocaïne. Ses relations avec son entourage s'en ressentent : il devient paranoïaque et sujet à de violents changements d'humeur. L'ambiance se dégrade lorsque les accompagnateurs de Bowie, déjà mécontents d'être invisibles sur scène et de loger dans des hôtels bon marché, apprennent que les concerts de juillet à Philadelphie doivent être enregistrés en vue d'un album live. Le bassiste Herbie Flowers lance un ultimatum à Bowie et son imprésario Tony Defries et obtient que les salaires des musiciens soient revus à la hausse pour ces prestations. Elles donnent lieu à l'album David Live, mixé en hâte par Tony Visconti pour une parution au mois d'octobre. Un autre concert, celui du 5 septembre à Los Angeles, est publié en 2017 sous le titre Cracked Actor (Live Los Angeles '74).
Les dernières dates de la tournée, à partir du 5 octobre, sont très différentes des précédentes, au point d'être parfois considérées comme une tournée distincte, le « Philly Dogs Tour » ou « Soul Tour ». Ayant renouvelé son groupe et abandonné les décors de Hunger City, Bowie offre désormais à son public des concerts plus fortement mâtinés de soul, avec quelques chansons inédites prévues pour son prochain album, Young Americans.

## Musiciens
| Premier segment (juin-juillet) : - David Bowie : chant - Michael Kamen : piano électrique, Moog, hautbois - Earl Slick : guitare - Mike Garson : piano, mellotron - David Sanborn : saxophone alto, flûte - Richard Grando : saxophone baryton, flûte - Herbie Flowers : basse - Tony Newman : batterie - Pablo Rosario : percussions - Gui Andrisano : chœurs - Warren Peace : chœurs | Deuxième segment (septembre) : - David Bowie : chant - Michael Kamen : piano électrique, Moog, hautbois - Mike Garson : piano, mellotron - Earl Slick : guitare - Carlos Alomar : guitare rythmique - David Sanborn : saxophone alto, flûte - Richard Grando : saxophone baryton, flûte - Doug Rauch : basse - Greg Errico : batterie - Pablo Rosario : percussions - Gui Andrisano : chœurs - Warren Peace : chœurs - Ava Cherry : chœurs - Robin Clark : chœurs - Anthony Hinton : chœurs - Diane Sumler : chœurs - Luther Vandross : chœurs | Troisième segment (octobre-décembre) : - David Bowie : chant - Mike Garson : piano, mellotron - Earl Slick : guitare - Carlos Alomar : guitare rythmique - David Sanborn : saxophone alto, flûte - Willie Weeks : basse - Dennis Davis : batterie - Pablo Rosario : percussions - Warren Peace : chœurs - Ava Cherry : chœurs - Robin Clark : chœurs - Anthony Hinton : chœurs - Diane Sumler : chœurs - Luther Vandross : chœurs |

## Dates
Selon Nicholas Pegg, il est délicat de retracer le déroulement précis de la tournée Diamond Dogs, plusieurs concerts ayant été annulés ou décalés sans laisser de traces écrites claires.

### Premier segment (juin-juillet)

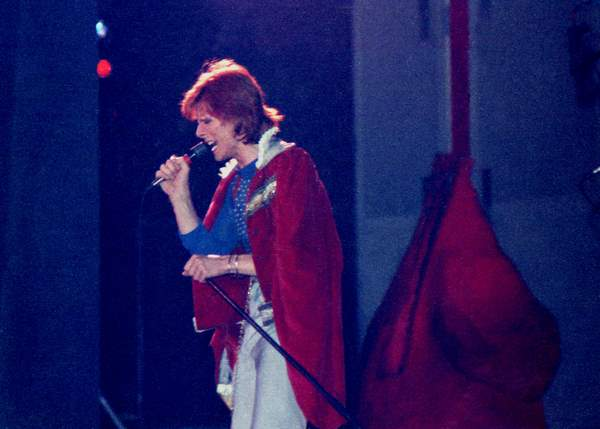
À Charlotte le 5 juillet.

| Date             | Ville        | Pays       | Salle                               | Remarques                                            |
| ---------------- | ------------ | ---------- | ----------------------------------- | ---------------------------------------------------- |
| 14 juin 1974     | Montréal     | Canada     | Forum de Montréal                   | Premier concert de la tournée.                       |
| 15 juin 1974     | Ottawa       | Canada     | Ottawa Civic Centre                 |                                                      |
| 16 juin 1974     | Toronto      | Canada     | O'Keefe Centre (en)                 | Deux concerts le même jour.                          |
| 17 juin 1974     | Rochester    | États-Unis | Rochester Community War Memorial    |                                                      |
| 18 juin 1974     | Cleveland    | États-Unis | Public Auditorium (en)              |                                                      |
| 19 juin 1974     | Cleveland    | États-Unis | Public Auditorium (en)              |                                                      |
| 20 juin 1974     | Toledo       | États-Unis | Toledo Sports Arena (en)            |                                                      |
| 22 juin 1974     | Détroit      | États-Unis | Ford Auditorium (en)                | Concert annulé.                                      |
| 22 juin 1974     | Détroit      | États-Unis | Cobo Hall (en)                      |                                                      |
| 23 juin 1974     | Détroit      | États-Unis | Cobo Hall (en)                      |                                                      |
| 24 juin 1974     | Trotwood     | États-Unis | Hara Arena (en)                     |                                                      |
| 25 juin 1974     | Cincinnati   | États-Unis | Cincinnati Gardens                  | Concert annulé.                                      |
| 25 juin 1974     | Akron        | États-Unis | Civic Theater                       | Concert annulé selon certaines sources.              |
| 26 juin 1974     | Pittsburgh   | États-Unis | Syria Mosque (en)                   |                                                      |
| 27 juin 1974     | Pittsburgh   | États-Unis | Syria Mosque (en)                   |                                                      |
| 28 juin 1974     | Charleston   | États-Unis | Charleston Civic Center (en)        |                                                      |
| 29 juin 1974     | Nashville    | États-Unis | Nashville Municipal Auditorium (en) |                                                      |
| 30 juin 1974     | Memphis      | États-Unis | Mid-South Coliseum (en)             |                                                      |
| 1er juillet 1974 | Atlanta      | États-Unis | Fox Theatre (en)                    |                                                      |
| 2 juillet 1974   | Tampa        | États-Unis | Curtis Hixon Hall (en)              |                                                      |
| 3 juillet 1974   | Casselberry  | États-Unis | Seminole Jai-Alai Fronton           |                                                      |
| 4 juillet 1974   | Jacksonville | États-Unis | Exhibition Hall                     | Concert annulé selon certaines sources.              |
| 5 juillet 1974   | Charlotte    | États-Unis | Park Center (en)                    |                                                      |
| 6 juillet 1974   | Greensboro   | États-Unis | Greensboro Coliseum                 |                                                      |
| 7 juillet 1974   | Norfolk      | États-Unis | Norfolk Scope                       |                                                      |
| 8 juillet 1974   | Upper Darby  | États-Unis | Tower Theater (en)                  | L'album David Live est en partie tiré de ce concert. |
| 9 juillet 1974   | Upper Darby  | États-Unis | Tower Theater (en)                  | L'album David Live est en partie tiré de ce concert. |
| 10 juillet 1974  | Upper Darby  | États-Unis | Tower Theater (en)                  | L'album David Live est en partie tiré de ce concert. |
| 11 juillet 1974  | Upper Darby  | États-Unis | Tower Theater (en)                  | L'album David Live est en partie tiré de ce concert. |
| 12 juillet 1974  | Upper Darby  | États-Unis | Tower Theater (en)                  | L'album David Live est en partie tiré de ce concert. |
| 13 juillet 1974  | Upper Darby  | États-Unis | Tower Theater (en)                  | Deux concerts prévus, celui du matin est annulé.     |
| 14 juillet 1974  | New Haven    | États-Unis | New Haven Coliseum (en)             |                                                      |
| 16 juillet 1974  | Boston       | États-Unis | Music Hall (en)                     |                                                      |
| 17 juillet 1974  | Yarmouth     | États-Unis | Cape Cod Coliseum (en)              | Concert annulé.                                      |
| 19 juillet 1974  | New York     | États-Unis | Madison Square Garden               |                                                      |
| 20 juillet 1974  | New York     | États-Unis | Madison Square Garden               |                                                      |

### Deuxième segment (septembre)
| Date              | Ville       | Pays       | Salle                              | Remarques                                                            |
| ----------------- | ----------- | ---------- | ---------------------------------- | -------------------------------------------------------------------- |
| 2 septembre 1974  | Los Angeles | États-Unis | Universal Amphitheatre             |                                                                      |
| 3 septembre 1974  | Los Angeles | États-Unis | Universal Amphitheatre             |                                                                      |
| 4 septembre 1974  | Los Angeles | États-Unis | Universal Amphitheatre             |                                                                      |
| 5 septembre 1974  | Los Angeles | États-Unis | Universal Amphitheatre             | L'album Cracked Actor (Live Los Angeles '74) est tiré de ce concert. |
| 6 septembre 1974  | Los Angeles | États-Unis | Universal Amphitheatre             |                                                                      |
| 7 septembre 1974  | Los Angeles | États-Unis | Universal Amphitheatre             |                                                                      |
| 8 septembre 1974  | Los Angeles | États-Unis | Universal Amphitheatre             |                                                                      |
| 11 septembre 1974 | San Diego   | États-Unis | San Diego Sports Arena             |                                                                      |
| 13 septembre 1974 | Tucson      | États-Unis | Tucson Convention Center (en)      |                                                                      |
| 14 septembre 1974 | Phoenix     | États-Unis | Arizona Veterans Memorial Coliseum |                                                                      |
| 16 septembre 1974 | Anaheim     | États-Unis | Anaheim Convention Center          |                                                                      |
| 17 septembre 1974 | Anaheim     | États-Unis | Anaheim Convention Center          | Concert douteux selon Pegg.                                          |

### Troisième segment (octobre-décembre)

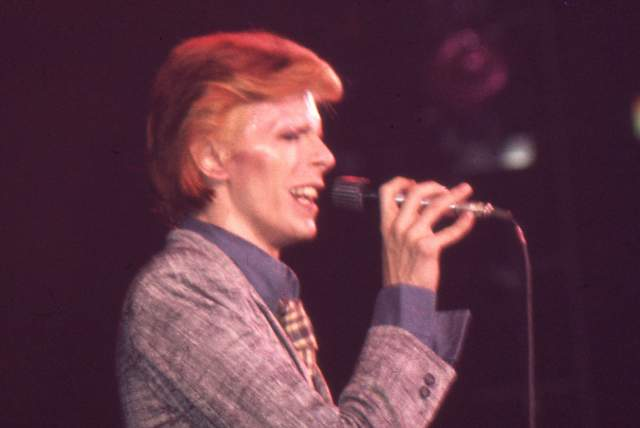
À Landover le 11 novembre.

| Date              | Ville        | Pays       | Salle                               | Remarques                                                                                 |
| ----------------- | ------------ | ---------- | ----------------------------------- | ----------------------------------------------------------------------------------------- |
| 5 octobre 1974    | Saint Paul   | États-Unis | Saint Paul Civic Center (en)        |                                                                                           |
| 8 octobre 1974    | Indianapolis | États-Unis | Indiana Convention Center (en)      |                                                                                           |
| 10 octobre 1974   | Madison      | États-Unis | Dane County Coliseum (en)           | Concert douteux selon Pegg.                                                               |
| 11 octobre 1974   | Madison      | États-Unis | Dane County Coliseum (en)           |                                                                                           |
| 13 octobre 1974   | Milwaukee    | États-Unis | MECCA Arena                         |                                                                                           |
| 15 octobre 1974   | Détroit      | États-Unis | Michigan Palace Theater             |                                                                                           |
| 16 octobre 1974   | Détroit      | États-Unis | Michigan Palace Theater             |                                                                                           |
| 17 octobre 1974   | Détroit      | États-Unis | Michigan Palace Theater             |                                                                                           |
| 18 octobre 1974   | Détroit      | États-Unis | Michigan Palace Theater             |                                                                                           |
| 19 octobre 1974   | Détroit      | États-Unis | Michigan Palace Theater             |                                                                                           |
| 20 octobre 1974   | Détroit      | États-Unis | Michigan Palace Theater             | La majeure partie de l'album I'm Only Dancing (The Soul Tour 74) est tirée de ce concert. |
| 21 octobre 1974   | Chicago      | États-Unis | Arie Crown Theater (en)             | Ce concert n'est mentionné que dans certaines sources.                                    |
| 22 octobre 1974   | Chicago      | États-Unis | Arie Crown Theater (en)             |                                                                                           |
| 23 octobre 1974   | Chicago      | États-Unis | Arie Crown Theater (en)             |                                                                                           |
| 28 octobre 1974   | New York     | États-Unis | Radio City Music Hall               | Ce concert n'est mentionné que dans certaines sources.                                    |
| 29 octobre 1974   | New York     | États-Unis | Radio City Music Hall               | Ce concert n'est mentionné que dans certaines sources.                                    |
| 30 octobre 1974   | New York     | États-Unis | Radio City Music Hall               |                                                                                           |
| 31 octobre 1974   | New York     | États-Unis | Radio City Music Hall               |                                                                                           |
| 1er novembre 1974 | New York     | États-Unis | Radio City Music Hall               |                                                                                           |
| 2 novembre 1974   | New York     | États-Unis | Radio City Music Hall               |                                                                                           |
| 3 novembre 1974   | New York     | États-Unis | Radio City Music Hall               |                                                                                           |
| 6 novembre 1974   | Cleveland    | États-Unis | Public Auditorium (en)              |                                                                                           |
| 8 novembre 1974   | Buffalo      | États-Unis | War Memorial Stadium (en)           |                                                                                           |
| 11 novembre 1974  | Landover     | États-Unis | Capital Centre                      |                                                                                           |
| 14 novembre 1974  | Boston       | États-Unis | Music Hall (en)                     |                                                                                           |
| 15 novembre 1974  | Boston       | États-Unis | Music Hall (en)                     |                                                                                           |
| 16 novembre 1974  | Boston       | États-Unis | Music Hall (en)                     |                                                                                           |
| 18 novembre 1974  | Philadelphie | États-Unis | Spectrum                            |                                                                                           |
| 19 novembre 1974  | Pittsburgh   | États-Unis | Civic Arena                         |                                                                                           |
| 24 novembre 1974  | Philadelphie | États-Unis | Spectrum                            | Concert douteux selon Pegg.                                                               |
| 25 novembre 1974  | Philadelphie | États-Unis | Spectrum                            |                                                                                           |
| 28 novembre 1974  | Memphis      | États-Unis | Mid-South Coliseum (en)             |                                                                                           |
| 30 novembre 1974  | Nashville    | États-Unis | Nashville Municipal Auditorium (en) | Trois morceaux de l'album I'm Only Dancing (The Soul Tour 74) sont tirés de ce concert.   |
| 1er décembre 1974 | Atlanta      | États-Unis | Omni Coliseum                       | Dernier concert de la tournée.                                                            |
| 2 décembre 1974   | Tuscaloosa   | États-Unis | Université de l'Alabama             | Concert annulé.                                                                           |

## Chansons jouées
Au début de la tournée, la setlist typique est la suivante :
- 1984
- Rebel Rebel
- Moonage Daydream
- Sweet Thing / Candidate / Sweet Thing (Reprise)
- Changes
- Suffragette City
- Aladdin Sane
- All the Young Dudes
- Cracked Actor
- Rock 'n' Roll with Me
- Watch That Man
- Drive-In Saturday
- Space Oddity
- Future Legend / Diamond Dogs
- Panic in Detroit
- Big Brother / Chant of the Ever-Circling Skeletal Family
- Time
- The Width of a Circle
- The Jean Genie
- Rock 'n' Roll Suicide

Avec l'abandon progressif du décor, d'autres chansons font leur apparition, comme Knock on Wood (reprise d'Eddie Floyd) ou Here Today, Gone Tomorrow (reprise des Ohio Players).